# Tadeusz Tomaszewski (prawnik)
Tadeusz Jerzy Tomaszewski (ur. 22 listopada 1955) – polski prawnik, profesor nauk prawnych, profesor zwyczajny oraz były dziekan Wydziału Prawa i Administracji Uniwersytetu Warszawskiego, prorektor UW.

## Życiorys
W 1978 ukończył z wyróżnieniem studia prawnicze na Uniwersytecie Warszawskim. Na tej samej uczelni uzyskał stopień doktora nauk prawnych (w 1983; I nagroda czasopisma Państwo i Prawo) a w 1993 na podstawie dorobku naukowego i rozprawy pt. Alibi. Problematyka kryminalistyczna otrzymał stopień doktora habilitowanego nauk prawnych. Odbył staże naukowe m.in. na Capital University (1986) i University of Iowa (w roku akademickim 1993/1994). W 1998 otrzymał tytuł naukowy profesora.
Od 1978 jest nauczycielem akademickim Uniwersytetu Warszawskiego. W 1995 został profesorem nadzwyczajnym, a w 2003 profesorem zwyczajnym w Instytucie Prawa Karnego, Katedrze Kryminalistyki UW.
Na Uniwersytecie pełnił wiele funkcji. Był m.in. dyrektorem Instytutu Prawa Karnego (1996–1999) i prodziekanem Wydziału Prawa i Administracji (1999–2001). W latach 2001–2008 był dziekanem Wydziału Prawa i Administracji UW.
W latach 2008–2012 pełnił funkcję prorektora Uniwersytetu Warszawskiego ds. Nauczania i Polityki Kadrowej, a następnie w latach 2012–2016 prorektora ds. zasobów ludzkich i kształcenia ustawicznego.
Jest członkiem zarządu Polskiego Towarzystwa Kryminalistycznego oraz przewodniczącym jego Rady Naukowej. 
Od 2021 r. prezes Polskiego Związku Szermierczego. 